# リア・ミシェル
リア・ミシェル（Lea Michele, 1986年8月29日 - ）は、アメリカ合衆国の俳優、歌手。名前は『リー』と表記されることもある。主にミュージカルに出演しており、近年ではテレビドラマ『glee/グリー』のレイチェル・ベリー役としても知られている。
2022年9月6日、ミシェルはブロードウェイに復帰し、ミュージカル『ファニー・ガール』再演でファニー・ブライス役を演じて批評家らから広く称賛された。

## 生い立ち
ニューヨーク市ブロンクス区生まれ。イタリアとアイルランドの血を引く母とスペイン系セファルディムの血を引く父との間に生まれた。

## キャリア

### 生い立ちとミュージカルでの活躍
幼い頃から舞台に立っており、1995年に『レ・ミゼラブル』でデビューを飾った。その後も継続的に出演し続け、1998年に『Ragtime』、2004年には『屋根の上のバイオリン弾き』に出演、2007年にはスティーブン・セイターとダンカン・シークによる『春のめざめ』でドラマ・デスク賞ミュージカル部門主演女優賞にノミネートされた。このときの共演者ジョナサン・グロフとは今でも親友同士である。

### 『glee/グリー』への出演とブレイク

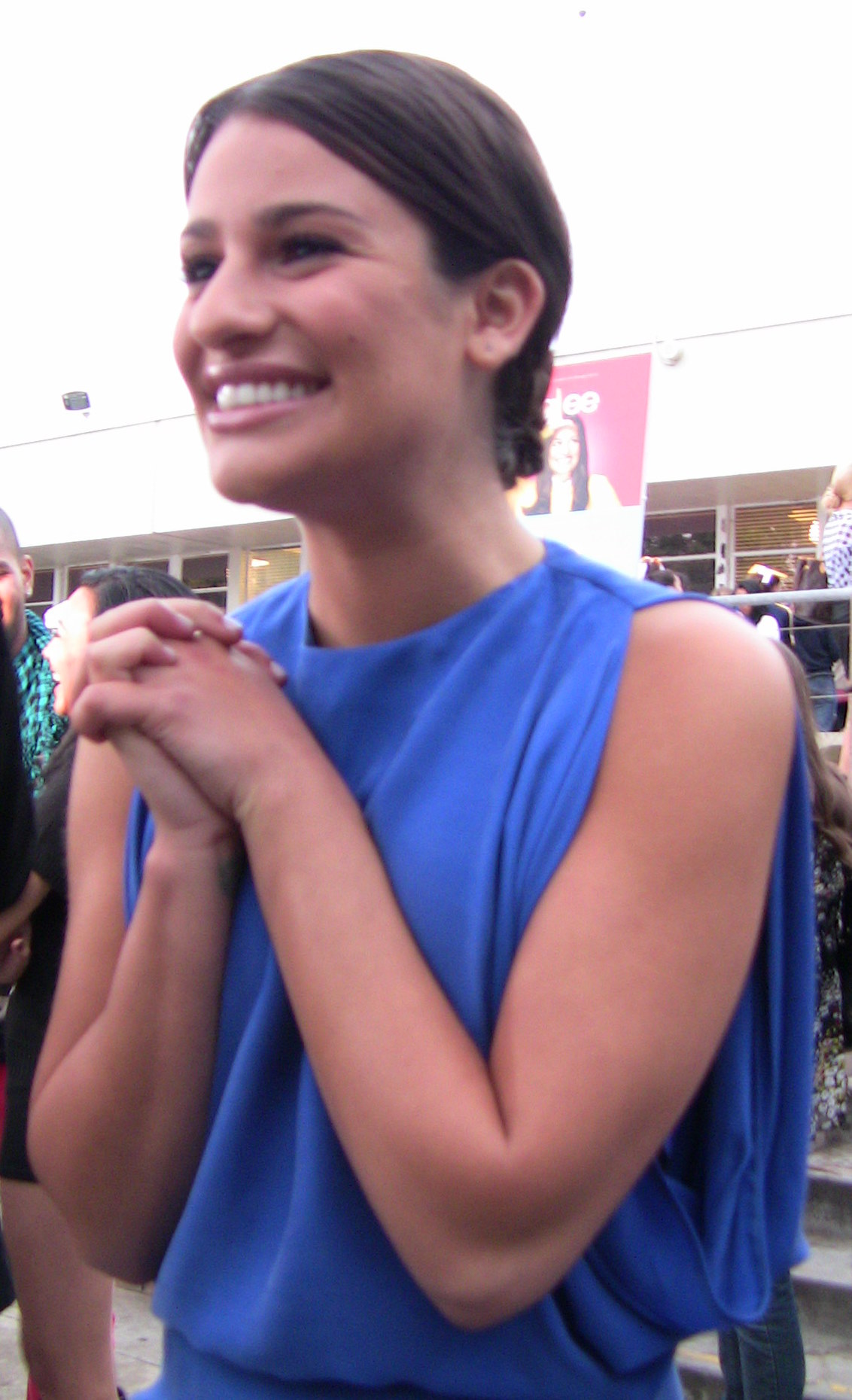
2009年5月11日、『glee/グリー』公開時のミシェル

2009年に『glee/グリー』出演をきっかけにブレイクし、数々の賞にノミネートされる。その美声は5オクターブ出るとも言われ、第45回スーパーボウルで『ゴッド・ブレス・アメリカ』を歌唱した。
2011年2月、ロサンゼルスにてグラミー賞ミュージケアーズ・パーソン・オブ・ザ・イヤーをバーブラ・ストライサンドが受賞し、ミシェルはストライサンド主演映画『ファニー・ガール』より『マイ・マン』を歌った。
2014年3月5日、ファーストアルバム『ラウダー』をリリースした。

### ブロードウェイへの復帰
2022年7月11日、ミュージカル『ファニー・ガール』でブロードウェイに復帰することが発表された。当時主役のファニー・ブライス役を演じていたビーニー・フェルドスタインが予定より2ヶ月早く降板することが発表され、9月6日よりミシェルがファニー役を後継することとなった。木曜夜以外の週7回公演に出演することとなっている。ミシェルがファニー役に配役されたことと、『glee/グリー』でレイチェル・ベリー役が『ファニー・ガール』第1回ブロードウェイ再演で夢にまで見た役を獲得するというストーリーの類似性がメディアで広く話題となっている。レイチェル役の『ファニー・ガール』への執念は、2007年にミシェルが映画『ファニー・ガール』を初めて観た時の感動からドラマに取り入れられた。2022年9月11日、ファニー役を演じ始めてから4日、ミシェルはコロナウィルス感染症で陽性となり、少なくとも10日間隔離されなければならないことを発表した。9月20日、復帰した。
批評家らはミシェルの演技を広く称賛した。初日公演にて期待が高かったミシェルの演技に対し、スタンディングオベーションが何度も起こった。『Vulture』誌のジャクソン・マクヘンリーは「ミシェルの観客に向ける視線は素晴らしいだけでなく偉大でなければならないというプレッシャーに直面しているようだ。これはスターの舞台というより剣闘士の戦いのようだ。ミシェルは必死でやり遂げるだろう」と記した。『ニューヨーク・タイムズ』紙のジェシー・グリーンはフェルドスタインが出演していた時は低評価を与えていたが、ミシェルの舞台を観劇すると作品全体への批判は残しつつミシェルの演技を称賛し「弱さと強さ、狂気と輝きを兼ね備え、ミシェルは作品を再度観劇する価値を作り出す。作品全体を向上させることはできないが。マイケル・メイヤーが演出するこの公演は派手で押しつけがましく、観客の過剰反応に迎合している」と記した。

## 私生活
身長160cm。
LGBTの権利や動物愛護などの運動に積極的に参加。PETAのメンバーでもある。
俳優のテオ・ストックマンと交際していたが、2011年9月に破局。

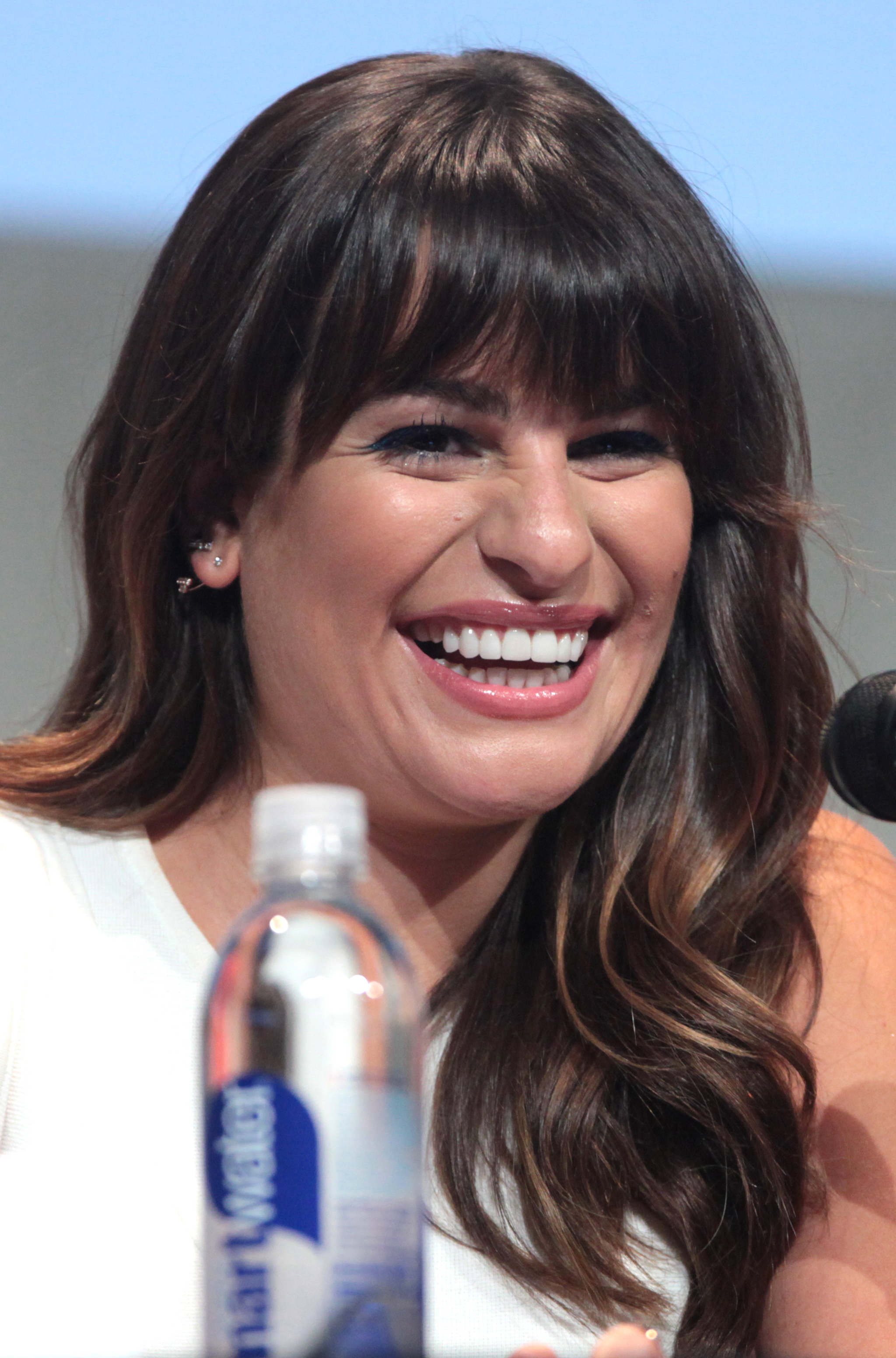
2015年

その後、『glee/グリー』の共演者コリー・モンティスと交際していたが、2013年7月にモンティスがバンクーバーのホテルにてヘロインとアルコールの過剰摂取で死去。
2019年3月、2017年7月から交際していたアパレル会社「AYR」の社長ザンディ・リーチと結婚。カリフォルニア州で式を執り行った。

### 差別行動の発覚・批判
2020年ミネアポリス反人種差別デモなどの発端となった事件(ジョージ・フロイドの死)に関して、ミシェルは人種差別反対運動「ブラック・ライヴス・マター（Black Lives Matter）」への支持を表明するツイートを行った。それに対し、「glee/グリー」で共演した俳優サマンサ・ウェアがミシェルからいわれなき様々な差別行為を受けたことをツイートで告発した。引き続き、俳優のアレックス・ニューウェル、アンバー・ライリー、ダビア・スネルらがミシェルから受けた差別行為を告発するツイートを行い、共演者メリッサ・ブノワはこれらのツイートにいいねをしてミシェルの行為を暗に認めた。このことから、食材宅配サービスのハローフレッシュは、ミシェルとのパートナーシップ契約を解除。
ミシェルは6月3日にInstagramで謝罪と弁明の声明を出したが、「指摘されたようなことをした覚えはなく、私は人を生まれや肌の色で判断したことはありません」「私の特権的な立場や視点が無神経な、もしくは不適切なものだと受け止められたのか、それとも私が未熟で、不必要なまでに気難しい人間だったのが原因だったのかはわかりません」などと差別された側の受け止め方の問題でもあるとした。このことから、舞台での共演者の俳優ジェラルド・カノニコが記事へのコメントでミシェルとの共演を「悪夢だった」と告発、削除されたことも含めて非難しているほか、「glee/グリー」で共演したヘザー・モリスが「ずいぶん長いこと周りの人たちを蔑んできたことに対して、リアは報いを受けるべきだと思う。けれど、それを黙って見過ごしてきた私たちにも責任はある」とツイートしている。一方、アンバー・ライリーは2年ぶりにミシェルと連絡を取ったという。そもそもハリウッド文化の中では白人以外の人種は使い捨てであった背景があり、ミシェルは今の現実世界で発生したこととリンクする過去の言行があったために人種差別主義者と仮定されただけであり、ライリーはミシェルが成長したことを願っているという。

## フィルモグラフィー

### 映画
| 年   | 邦題/原題                                                             | 役名               | 備考     |
| ---- | --------------------------------------------------------------------- | ------------------ | -------- |
| 1998 | バスターとチョーンシーのきよしこの夜 Buster & Chauncey's Silent Night | クリスティーナ     |          |
| 2011 | glee/グリー ザ・コンサート 3Dムービー Glee: The 3D Concert Movie      | レイチェル・ベリー |          |
| 2011 | ニューイヤーズ・イブ New Year's Eve                                   | エリース           |          |
| 2014 | オズ めざせ!エメラルドの国へ Legends of Oz: Dorothy's Return          | ドロシー・ゲイル   | 声の出演 |

### テレビ
| 年        | 邦題/原題                                | 役名                                 | 備考 |
| --------- | ---------------------------------------- | ------------------------------------ | --- |
| 1998      | サード・ウォッチ Third Watch             | サミー                               | 1エピソード |
| 2009-2015 | glee/グリー Glee                         | レイチェル・ベリー                   | メインキャスト 118エピソード - サテライト賞 コメディ部門: 主演女優賞 (2009) - ピープルズ・チョイス・アワード テレビ部門: 主演女優賞 (2012, 2013) - ノミネート - ゴールデングローブ賞 テレビ部門: 主演女優賞 (2010) - ノミネート - サテライト賞 コメディ部門: 主演女優賞 (2010) - ノミネート - プライムタイム・エミー賞 コメディ部門: 主演女優賞 (2010) - ノミネート - ゴールデングローブ賞 テレビ部門: 主演女優賞 (2011) - ノミネート - ピープルズ・チョイス・アワード テレビ部門: 主演女優賞 (2014) |
| 2010      | ザ・シンプソンズ The Simpsons            | サラ                                 | 声の出演 1エピソード |
| 2014      | サンズ・オブ・アナーキー Sons of Anarchy | ガーティ                             | 第7シーズン第6話「有効活用」 |
| 2015-2016 | スクリーム・クイーンズ Scream Queens     | ヘスター・ウールリッチ / シャネル6番 | メインキャスト |
| 2017      | The Mayor                                | ヴァレンティーナ・“ヴァル”・バレッラ | メインキャスト |

## ディスコグラフィー

### アルバム
| 年                                        | タイトル                 | アルバム詳細                                                                                          | チャート最高位 | チャート最高位 | チャート最高位 | チャート最高位 | チャート最高位 | チャート最高位 | チャート最高位 | チャート最高位 | チャート最高位 | チャート最高位 | チャート最高位 | 認定 |
| 年                                        | タイトル                 | アルバム詳細                                                                                          | US             | AUS            | AUT            | CAN            | FRA            | IRE            | ITA            | JPN            | NZ             | SWI            | UK             | 認定 |
| ----------------------------------------- | ------------------------ | --- | -------------- | -------------- | -------------- | -------------- | -------------- | -------------- | -------------- | -------------- | -------------- | -------------- | -------------- | ---- |
| 2014                                      | Louder                   | - 発売日: 2014年3月3日 - レーベル: Columbia - フォーマット: CD, digital download - 全米売上: 38.4万枚 | 4              | 4              | 25             | 4              | 15             | 11             | 8              | 29             | 6              | 18             | 16             |      |
| 2017                                      | Places                   | - 発売日: 2017年4月28日 - レーベル: Columbia - フォーマット: CD, digital download                     | 28             | 25             | —              | 21             | 148            | 82             | 34             | —              | —              | 38             | 37             |      |
| 2019                                      | Christmas in the City    | - 発売日: 2019年10月25日 - レーベル: Sony - フォーマット: CD, digital download                        | —              | —              | —              | —              | —              | —              | —              | —              | —              | —              | —              |      |
| 2021                                      | Forever: A Lullaby Album | - 発売日: 2021年11月5日 - レーベル: Self-released - フォーマット: digital download, streaming         | —              | —              | —              | —              | —              | —              | —              | —              | —              | —              | —              |      |
| "—"は未発売またはチャート圏外を意味する。 |                          | |                |                |                |                |                |                |                |                |                |                |                |      |